# Benjamin West

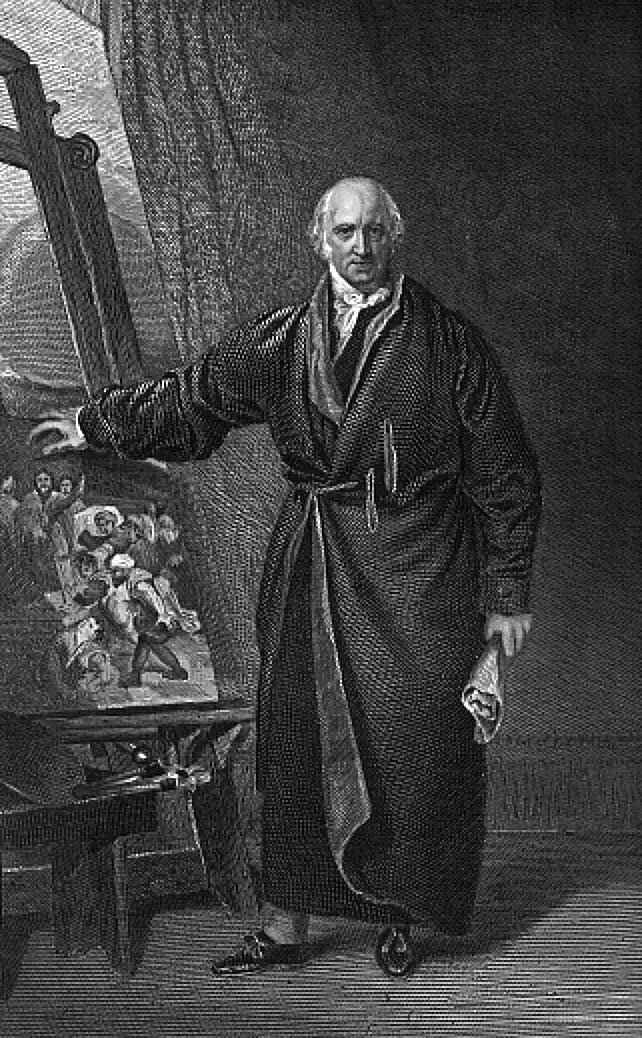
Benjamin West, representado en un grabado antiguo.

Benjamin West (Springfield, Pensilvania, 1738-Londres, 1820) fue un pintor británico-estadounidense.

## Biografía
Recibió sus primeras instrucciones sobre el uso del color de un grupo de indios itinerantes, y cuando vio por primera vez al Apolo, su exclamación fue: "¡Qué parecido a un joven guerrero Mohawk!" Su familia era cuáquera, grupo que en esa época negaba la utilidad de las bellas artes, pero el genio manifiesto de West superó sus prejuicios y fue autorizado a seguir sus inclinaciones.
Fue a Roma a formarse en arte, donde acusó la influencia de Mengs. Debido a su origen y a que era de familia cuáquera, su presencia en la ciudad despertó cierto interés porque se suponía (equivocadamente) que era de raza india. 

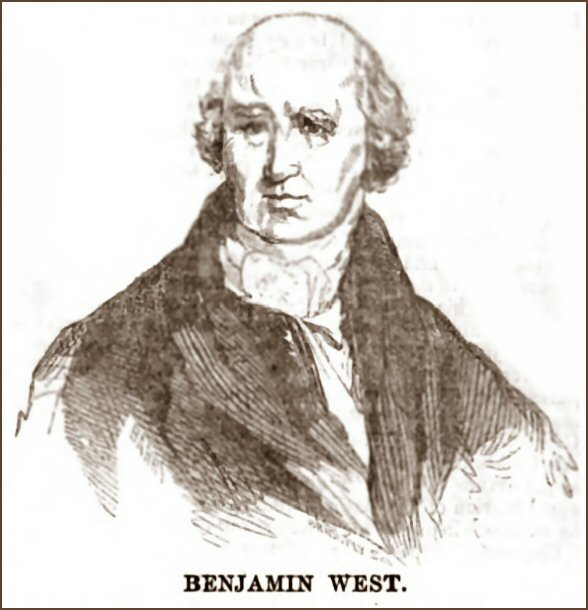
Benjamin West 1738-1820.

En 1763 viaja a Londres, con la intención de regresar a su país; pero se da cuenta de que había una buena oportunidad allí para los pintores de género histórico y establece su residencia en Gran Bretaña, donde alcanza una envidiable posición, si bien rechazó algunos honores por sus creencias cuáqueras. Aleccionó a diversos jóvenes pintores. 
Fue presentado al rey Jorge III quien de allí en adelante se constituyó en su amigo y patrono. Su primer trabajo fue pintar la Partida de Régulo de Roma. Pintó muchos cuadros, entre otros su Cristo curando a los enfermos, pintado para el Hospital de Filadelfia, y su Muerte en el caballo pálido, fueron los más celebrados. La Batalla de La Hogue se considera como la mejor pintura histórica de la escuela británica.
Su principal aportación fue la novedad de mostrar hechos históricos recientes en cuadros de formato y características propios de temas antiguos. En este aspecto fue precursor de maestros franceses como Jacques-Louis David e Ingres.
Murió el 11 de marzo de 1820 y fue enterrado con honores distinguidos en la catedral de San Pablo de Londres.

## Principales obras

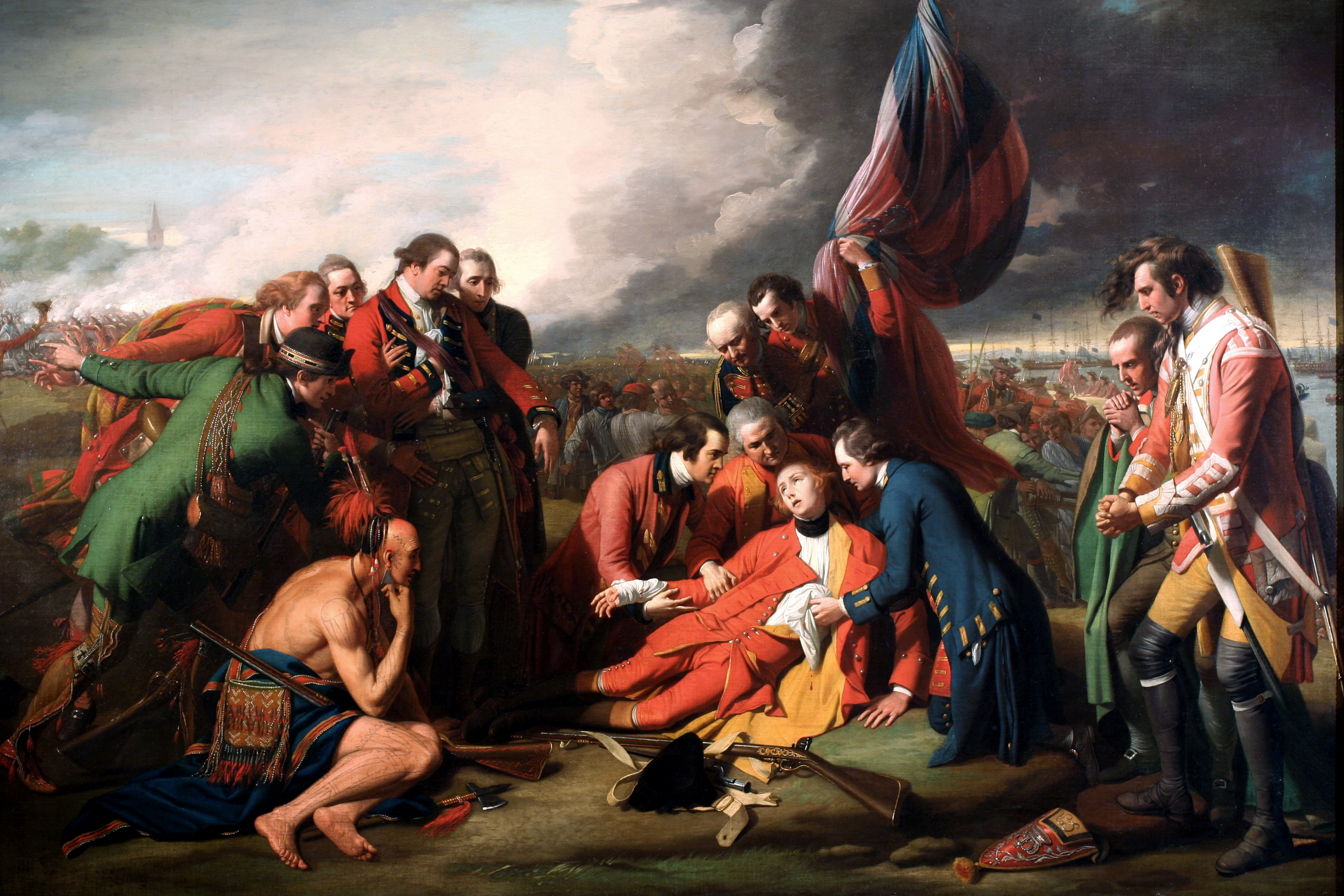
"La muerte del general Wolfe", 1770 (Ottawa, National Gallery of Canada)
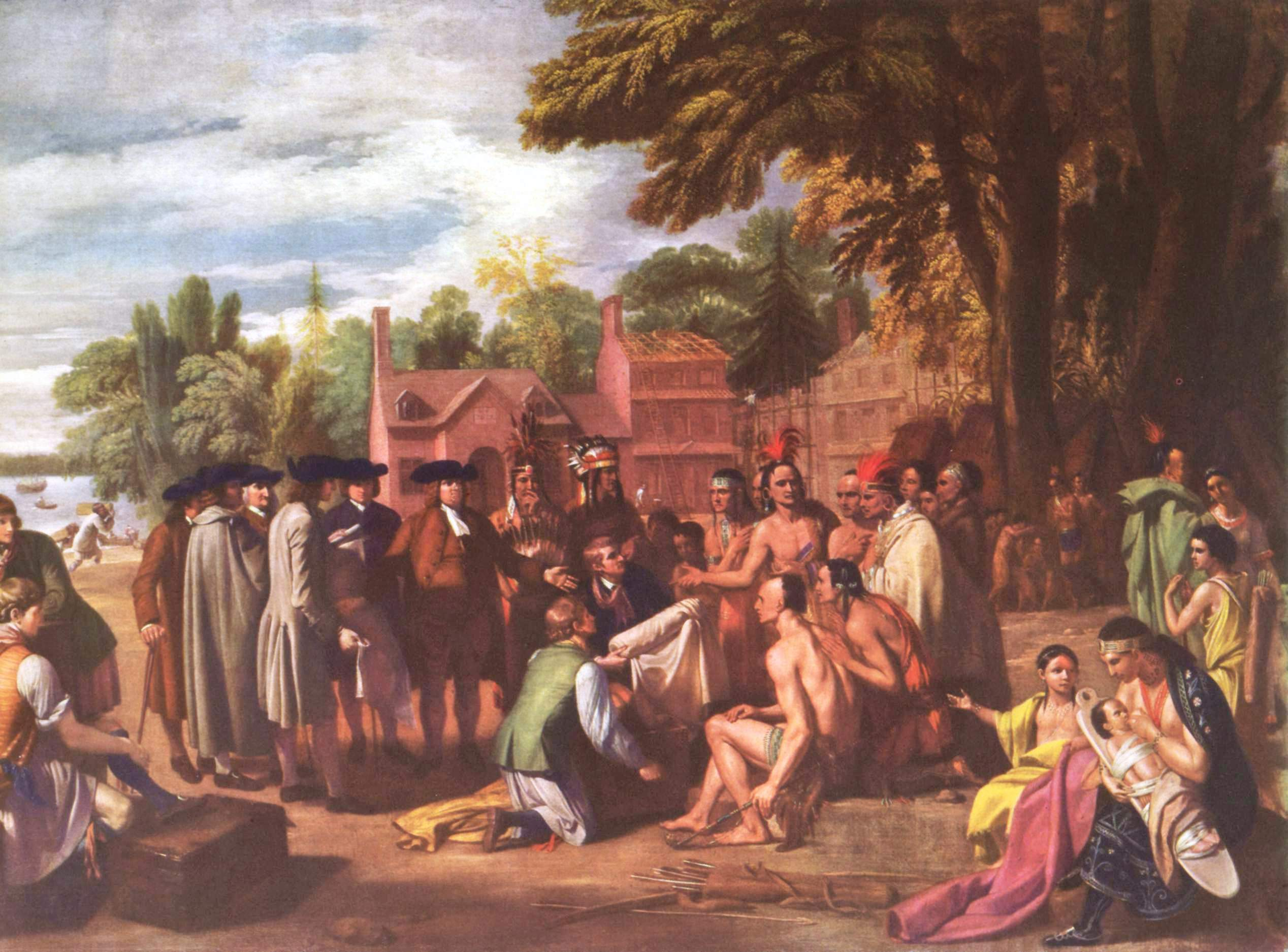
"El Tratado de Penn con los indios", 1771 (Pensilvania, Academia de Artes)
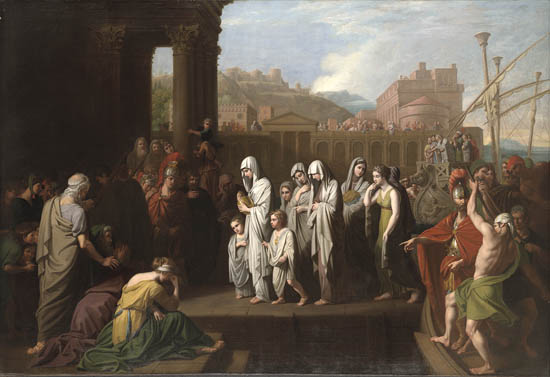
"Agripina desembarcando en Brindisi con las cenizas de Germánico", 1768 (Museo de la Universidad de Yale)
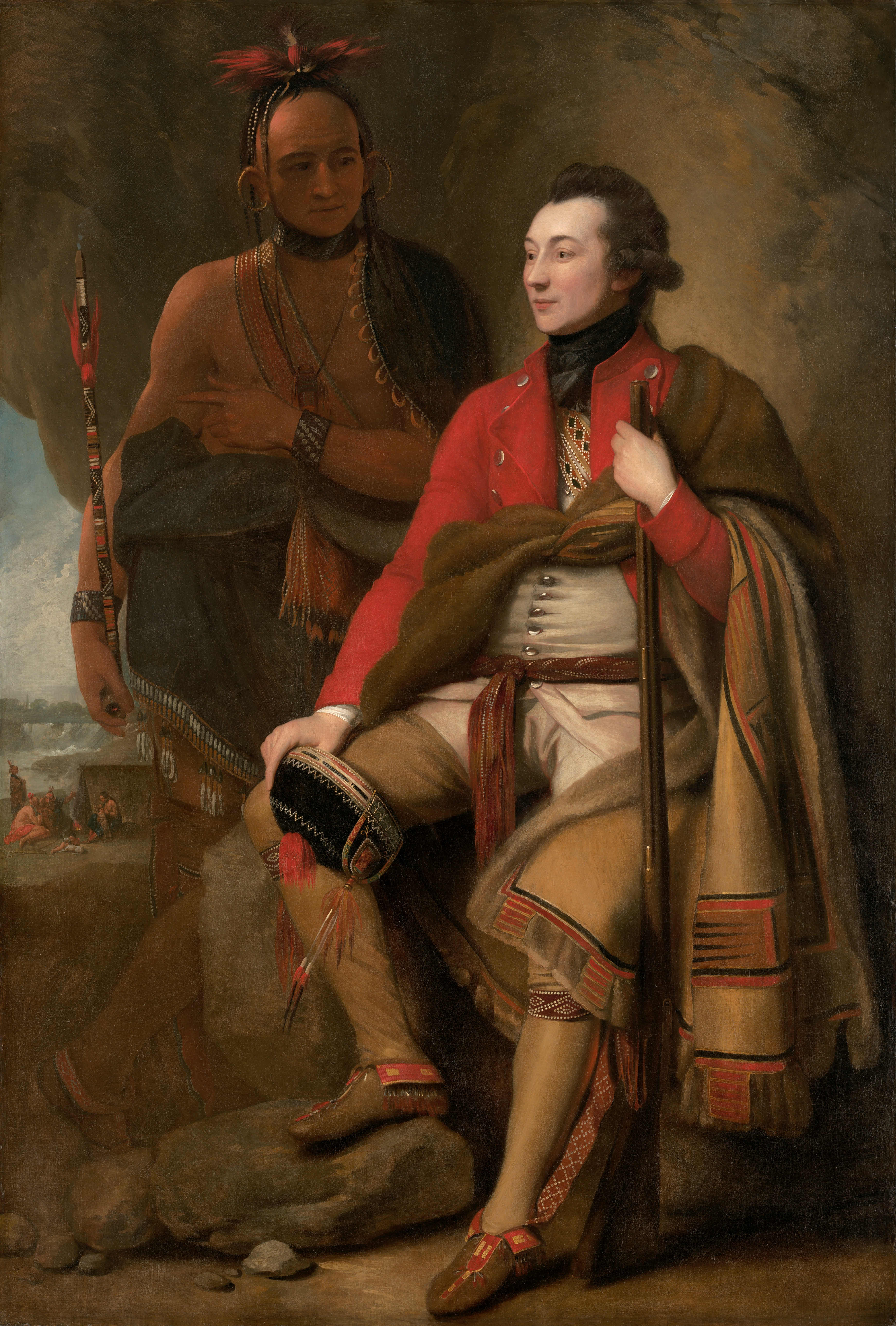
"Retrato del coronel Guy Johnson" (National Gallery de Washington)
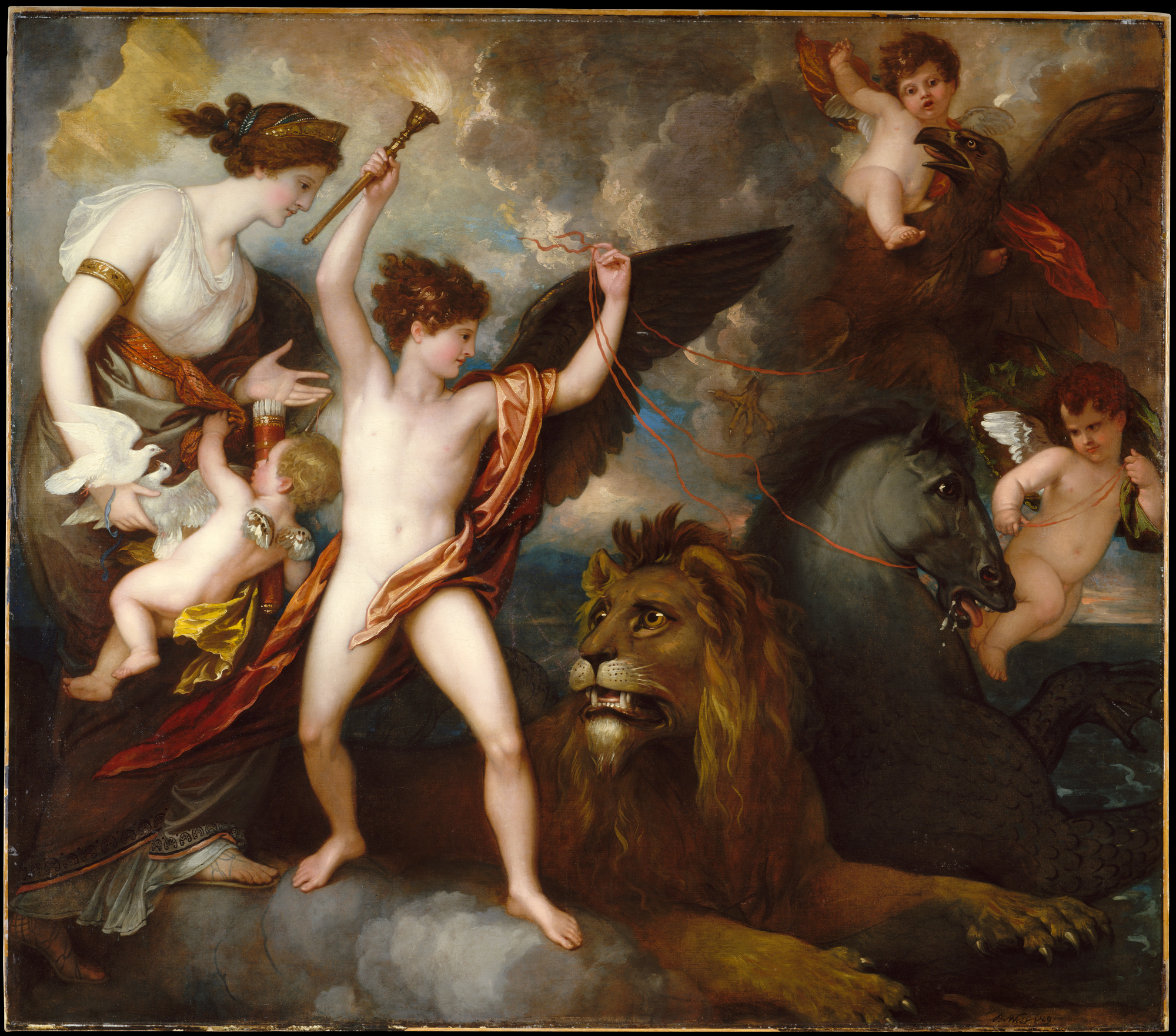
"Omnia Vincit Amor" o "El poder del Amor sobre los Tres Elementos", 1809 (Nueva York, Metropolitan Museum)
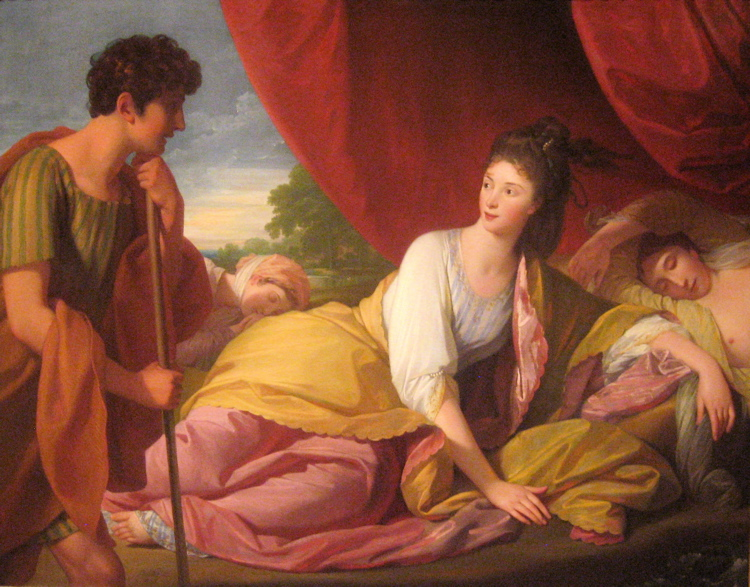
"Cymon e Ifigenia", 1793 (LACMA de Los Ángeles)